# Kaffer guvat
A kaffer guvat (Rallus caerulescens) a madarak osztályának darualakúak (Gruiformes) rendjébe és a guvatfélék (Rallidae) családjába tartozó faj.

## Rendszerezése
A fajt Johann Friedrich Gmelin német természettudós írta le 1789-ben.

## Előfordulása
Angola, Botswana, Burundi, a Dél-afrikai Köztársaság, Kamerun, a Kongói Demokratikus Köztársaság, a Kongói Köztársaság, Etiópia, Gabon, Kenya, Lesotho, Malawi, Mozambik, Namíbia, Ruanda, Sierra Leone, Szudán, Szváziföld, Tanzánia, Uganda, Zambia és Zimbabwe területén honos. 
Természetes élőhelyei a szubtrópusi és trópusi gyepek, lápok, mocsarak, tavak széle, medencék, folyók és patakok környékén. Állandó, nem vonuló, viszont kóborló faj.

## Megjelenése
Testhossza 28 centiméter.
|  |

## Életmódja
Férgekkel, rákokkal, rovarokkal, pókokkal, apró halakkal és békákkal táplálkozik, de némi növényi anyagot is fogyaszt.

## Természetvédelmi helyzete
Az elterjedési területe rendkívül nagy, egyedszáma ismeretlen. A Természetvédelmi Világszövetség Vörös listáján nem fenyegetett fajként szerepel.